# Автошлях Т 0810
Автошля́х Т 0810 — автомобільний шлях територіального значення в Запорізькій області. Проходить територією  Василівського району через Велику Білозерку — Михайлівку — Високе. Загальна довжина — 50,2 км.

## Маршрут
Автошлях проходить через такі населені пункти:
| Автошлях Т 0810    |         |
| Запорізька область |         |
| Василівський район |         |
| Велика Білозерка   | Т 0805  |
| Мала Білозерка     | Т 0817  |
| Михайлівка         | Т 0818  |
| Пришиб             |         |
| Високе             | E105М18 |